# Iakov Protazanov
Iakov Aleksandrovitch Protazanov (en russe : Яков Александрович Протазанов) est un réalisateur, scénariste, acteur et producteur de cinéma russe et soviétique né le 4 février 1881 à Moscou (Russie impériale), mort le 9 août 1945 à Moscou (Union soviétique).

## Biographie
Protazanov termine en 1900 une école secondaire de commerce et travaille comme vendeur, puis comptable dans le magasin moscovite Schrader et compagnie, puis entre 1904 et 1906, il se rend avec ses économies en France, afin de poursuivre sa formation personnelle. À son retour, il devient traducteur dans la société de distribution et de production de films Gloria à Moscou.
À partir de 1910, il est engagé par Paul Timan qui monte alors une nouvelle compagnie et il tourne plusieurs films muets avec Vladimir Gardine,. Son premier film pour Timan, en 1911, la Complainte d'un bagnard, d'après une romance populaire, est un succès. De la quarantaine de films qu'il tourne durant cette période, ressortent Amphise, le Départ du grand sage, en 1912, ou encore Un drame au téléphone en 1914. Le Départ du grand sage est un film sur la mort de l'écrivain Tolstoï, alternant scènes jouées et images documentaires, points de vue objectifs et subjectifs (rêves et visions). Le film, peu soucieux de la vérité historique, et bien que remarquable, n'a pas été approuvé par la famille de l'écrivain. Un drame au téléphone, sur le même scénario que la Villa solitaire (1909) de Griffith, utilise notamment la technique de l'écran multiple.
Il a déjà une solide réputation, lorsqu'en 1914, alors que la compagnie de Tilman se délite à cause de la guerre, il est engagé par Josef Ermolieff, à la même époque que l'acteur Ivan Mosjoukine. Il y tourne avec cet acteur ses chefs-d'œuvre antérévolutionnaires comme La Dame de pique ou Le Père Serge. Nicolaï Stavroguine, en 1915, avec Mosjoukine déjà, est adapté de la pièce jouée par le Théâtre d'art de Moscou, elle-même inspirée des Possédés de Dostoïevski. Il donne aussi durant cette période dans le film « alimentaire », avec des drames policiers ou des mélodrames.
La révolution de février 1917 est l'occasion pour Protazanov de tourner quelques films à thématique révolutionnaire, comme Assez de sang ou Andrei Kojoukhov. Ce dernier est projeté après octobre sans discontinuer jusqu'au tournage des premières grandes épopées révolutionnaires, telles que La Mère ou le Cuirassé Potemkine. Il filme la même année Satan triomphant et surtout le Père Serge, l'un des chefs-d'œuvre du cinéma muet.
Il tourne en Crimée, où la Compagnie a fui les troubles de la Révolution d'Octobre, mais lorsque l'industrie cinématographique est nationalisée à Yalta, tout le monde émigre en France.
Il travaille en France, où il réalise cinq films, pour Pathé et Gaumont, puis en Allemagne. Cette période est féconde, avec Le Jugement avant tout, L'Ombre du péché, Le Pèlerinage de l'amour, Une Aventure terrifiante, etc.
Il décide cependant de rentrer en 1923 en Russie, qui allait devenir l'URSS. Il tourne alors des films d'aventure ou des comédies, comme Aelita, Le Procès des trois millions, L'Aigle blanc, La Fête de saint Jorgen...
Protazanov a découvert de nombreux acteurs, notamment Ivan Mosjoukine, Igor Ilinski, Mikhaïl Jarov.
Il reçoit une médaille d'or à Paris en 1937 pour son film la Fille sans dot et cesse de tourner en 1943.

## Filmographie

### Réalisateur
- 1909 : La Fontaine de Bakhtchisaraï
- 1909 : La Mort d'Ivan le Terrible
- 1910 : Une nuit de mai
- 1911 : La Complainte du bagnard (Piesnia katorjnika)
- 1912 : Le Départ du grand sage (Oukhod velikovo startza), coréalisé avec Paul Timan
- 1912 : Amphise (Anfisa)
- 1912 : Le Départ du grand vieillard (Ukhod velikogo startsa)
- 1913 : La Cruche cassée (Razbitaya vaza)
- 1913 : Nocturne de Chopin
- 1913 : Kak khorochi, kak sveji byli rozy
- 1913 : En l'Honneur du drapeau russe
- 1913 : Les Clefs du bonheur
- 1914 : Le Sapin de Noël
- 1914 : Le Visage de la Guerre
- 1914 : La Danse du Vampire
- 1914 : Un drame au téléphone (Drama u telephona)
- 1915 : Peterbourgskie trouchtchobi
- 1915 : Guerre et Paix
- 1915 : Plebei
- 1915 : Nicolas Stavroguine (Nikolai Stavrogin)
- 1915 : Le Journal d'un fou (Para gnedych)
- 1915 : La Mouette (Tchayka)
- 1915 : Sachka le séminariste (Sacha Seminarist), coréalisé avec T. Sabinski
- 1915 : Ne lui posez pas de question (Ne podkhoditié k neï s voprossami)
- 1916 : La Maison de la mort
- 1916 : Le Péché
- 1916 : La Dame de pique (Pikovaïa dama)
- 1916 : la Femme au poignard (Jenchtchina s kinjalom)
- 1916 : Le Jugement de Dieu (Soud Boji)
- 1916 : Ne convoite pas la femme de ton prochain (Ne pojelaï jeny blijnevo tvoevo)
- 1916 : Donnez-lui pour l'amour du Christ (Podaïte Khrista radi ieï)
- 1917 : Assez de sang (Ne nado krovi)
- 1917 : Le Père Serge (Otets Serguy)
- 1917 : Prokuror
- 1917 : Andreï Kojoukhov
- 1917 : Maudits millions
- 1917 : Satan triomphant (Satana likouyouchtchy)
- 1917 : La Mer déchainée l'entraîna
- 1918 : Les Parasites de la vie
- 1918 : La Servante Jenny (Gornitchnaïa Djenny)
- 1918 : La Petite Ellie (Maljutka Elli)
- 1918 : L'Homme en prison
- 1919 : Le Secret de la reine (Tajna horolevy)
- 1920 : Le Membre du parlement
- 1919 : Le Golgotha des femmes
- 1919 : La Troupe noire
- 1920 : L'Angoissante Aventure
- 1921 : Justice d'abord, remake de Prokuror
- 1921 : Pour une nuit d'amour
- 1922 : Le Sens de la mort
- 1922 : L'Ombre du péché
- 1923 : Der Liebe Pilgerfahrt
- 1924 : Aelita
- 1925 : Zakroïchtchik iz Torjka
- 1925 : Son appel (Yego prizyv)
- 1926 : Le Procès des trois millions (Protsess o triokh millionakh)
- 1927 : Le Quarante et unième (Sorok pervyy)
- 1927 : Garçon de restaurant (Tchelovek iz restorana)
- 1928 : Don Diego et Pélagie
- 1928 : L'Aigle blanc (Bely oriol)
- 1929 : Les Grades et les Hommes (Tchiny i lioudi)
- 1930 : La Fête de saint Jorgen (Prazdnik sviatogo Yorgena)
- 1931 : Tommi
- 1934 : Marionetki
- 1936 : Sur l'étrangeté de l'amour (O strannostiakh lioubvi)
- 1937 : La Fille sans dot (Бесприданница - Bespredannitsa)
- 1941 : Salavat Youlaïev
- 1943 : Nasreddine à Boukhara
- Date de sortie inconnue : Le Mystère de la foire de Nijni-Novgorod (Taïna Nijegorodskoï Yamarki)

### Scénariste
- 1911 : Pesn katorjanina
- 1913 : Le Vase brisé
- 1913 : Kak khorochi, kak sveji byli rozy
- 1916 : La Dame de pique (Pikovaïa dama)
- 1917 : Andreï Kojoukhov
- 1917 : Ne nado krovi
- 1918 : La Petite Ellie
- 1919 : Le Secret de la reine
- 1920 : L'Angoissante Aventure
- 1922 : Le Sens de la mort
- 1926 : Protsess o triokh millionakh
- 1927 : Garçon de restaurant (Tchelovek iz restorana)
- 1928 : L'Aigle blanc (Bely oriol)
- 1929 : Tchiny i lioudi
- 1930 : Prazdnik sviatogo Yorguena
- 1931 : Tommi
- 1932 : Dve vstretchi
- 1934 : Marionetki
- 1937 : Bespridannitsa
- 1943 : Nasreddine à Boukhara

### Acteur
- 1909 : La Mort d'Ivan le Terrible : Garabourda
- 1925 : La Fièvre des échecs (Chakhmatnaïa goriachka) : Le pharmacien
- 1927: Garçon de restaurant (Tchelovek iz restorana)

### Producteur
- 1943 : Nasreddine à Boukhara

## Récompenses et nominations
- Médaille d'or à Paris pour son film La Fille sans dot

### Nominations
- Artiste émérite de Russie soviétique (1935)
- Artiste émérite d'Ouzbékistan soviétique